# Jean-Luc Van Den Heede
Jean-Luc Van Den Heede, també conegut per les sigles JVDH o VDH (Amiens, 8 de juny de 1945) és un navegant i conferenciant francès. És cèlebre per les seves consecucions en la navegació a vela, entre les quals haver realitzat sis vegades la volta al món en solitari, aconseguint en una de les ocasions el rècord absolut per la circumnavegació més ràpida en sentit est-oest.
El gener de 2019 va ser el guanyador de la regata Golden Globe Race 2018, consistent a fer la volta al món sense escales ni assistència, en embarcacions de dimensions reduïdes i prescindint de l'ajut de les tecnologies actuals de navegació per satèl·lit. Comptant llavors amb 73 anys, és la persona de més edat en haver realitzat una circumnavegació en solitari.
Va començar a navegar als 17 anys i es convertí en monitor de vela a la prestigiosa escola francesa Les Glénans. Treballà com a mestre de matemàtiques a la ciutat portuària d'An Oriant (en francès Lorient), a la Bretanya. A partir de 1989 esdevingué navegant amb dedicació completa.
Ha publicat diversos llibres en francès i ha rebut les condecoracions al Mèrit Marítim (1992) i de cavaller de la Legió d'Honor francesa (2004). Des de 2005 és també cantant del grup de rock Globalement Vôtre.

## Consecucions
- 1977: 4t de la Mini Transat
- 1979: 2n de la Mini Transat
- 1986: 2n de la BOC Challenge a bord del Let's Go
- 1990: 3r de la Vendée Globe a bord del 36.15 MET
- 1993: 2n de la Vendée Globe a bord del Sofap Helvim
- 1993: 4t de la Transat Jacques Vabre
- 1995: 3r de la BOC Challenge a bord del Vendée Entreprises
- 1996: 1r campió del món d'IMOCA (període 1992-1996)
- 1998: 2n de la Ruta del Rom a bord de l'Algimouss
- 2002: Rècord de la travessa del canal de la Mànega a bord de l'Adrien, amb Karen Leibovici
- 2004: Rècord absolut de la volta al món d'est a oest, realitzada en solitari (Global Challenge) a bord de l'Adrien en 122 dies, 14 hores, 3 minuts i 49 segons.
- 2005: Rècord de la volta a les Illes Britàniques en solitari a bord de l'Adrien en 7 dies, 8 hores i 47 minuts.
- 2019: Guanyador de la Golden Globe Race 2018 a bord del Matmut en 211 dies, 23 hores, 12 minuts i 19 segons, als 73 anys.